# Lolita (mode)
Pour les articles homonymes, voir Lolita (homonymie).

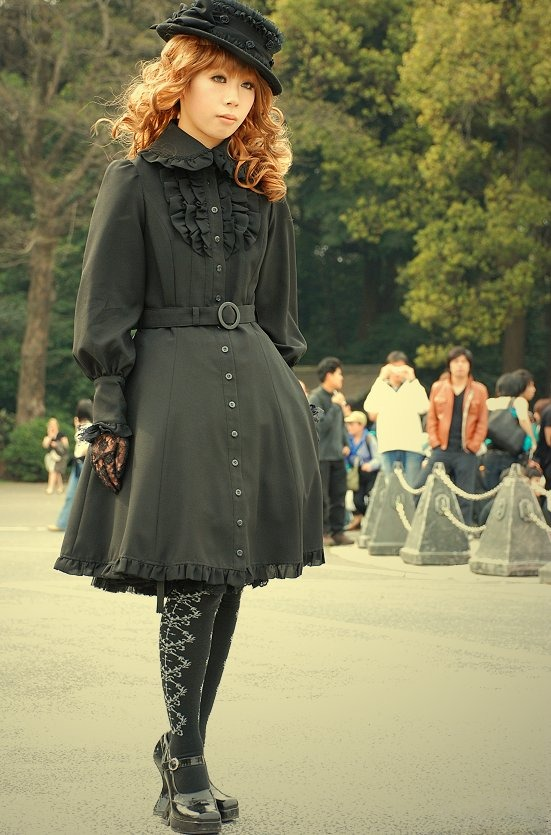
Une kuro lolita (lolita en noir) à Harajuku.

La mode Lolita est une mode vestimentaire japonaise visible plus particulièrement dans les rues de Tokyo mais qui s'est exportée à travers le monde. La mode lolita comprend elle-même divers courants/branches, dont le Sweet Lolita, le Classical Lolita et le Gothic Lolita pour les plus connus. Les adeptes de cette mode sont très majoritairement féminines, bien que de plus en plus d'hommes portent aussi cette mode (on les appelle alors les Bro-Lolita, et ne sont pas considérés comme s'étant travestis).

## Les origines
L'origine de la mode de rue japonaise remonte à la fin des années 1960. Il s'agit de tenues vestimentaires à part entière et cela n'a rien à voir ni avec le cosplay, ni, plus généralement, avec le déguisement. Dans certaines rues de Tokyo, la tenue vestimentaire tient de la performance artistique.
La mode lolita a émergé dans le quartier Harajuku de Tokyo, le quartier de la mode où se retrouvent quasiment tous les jeunes japonais,, au tout début des années 1980 (ouverture du premier magasin Angelic Pretty (sous le nom de Pretty) en 1979, puis de Baby, the Stars Shine Bright en 1988). 
Cette sous-culture pourrait venir en réaction face au style Kogaru apparu peu avant et présent dans le grand centre commercial de Shibuya 109, haut lieu de la mode avec ses huit étages et ses mille boutiques. Si le Kogaru a une forte connotation sexuelle, le lolita essaye de s'en détacher autant que possible.
Une autre origine possible de ce style pourrait être liée à l'emergeance au début des années 1970 du style "Otome", lui même pouvant être issu de la popularité des Shojo mangas et de la culture mignonne. Ce style aurait ensuite evolué peu à peu pour devenir le style lolita que l'on connait actuellement. La popularité des groupes de visual-kei dans les années 1990 aurait aussi aidé la mode à gagner en popularité.
Les Japonaises, en choisissant le terme « lolita » pour désigner ce courant vestimentaire, n'ont retenu de l'héroïne éponyme de Vladimir Nabokov que cet aspect féminin et innocent. Les lolitas ont des allures de poupées victoriennes (bien qu'elles acceptent difficilement ce rapprochement avec ces dernières), en évacuant le côté sexuel et ambigu du personnage du roman éponyme. Les Lolitas sont en effet caractérisées par leur aspect lié à la modestie et la pudeur, composantes essentielles de ce style.
Les magazines japonais Gothic & Lolita Bible (ゴシック&ロリータ バイブル, goshikku & rorîta baiburu), Homemade Gothic and Lolita, Frill, Parfait, Rococo et parfois Kera ont popularisé la culture Gothic Lolita en remplissant leurs pages de photos, de publicités et de conseils destinés à ses adeptes, sans oublier des patrons de vêtements. Mana, star du visual kei, anciennement guitariste du groupe Malice Mizer et actuel guitariste du groupe Moi dix Mois, a popularisé ce style vers la fin des années 1990 en créant sa propre marque de vêtements Moi-Même-Moitié et les trois styles EGL (Elegant Gothic Lolita), EGA (Elegant Gothic Aristocrat) et GL (Gothic Lolita).

## La mode
S'habiller ainsi correspond à un rattachement à une « tribu ». Il serait plus juste de dire que le Gothic Lolita est une forme des styles Lolita, ainsi que les qualifient les Japonais. Le Gothic lolita ne doit pas être confondu avec la mode gothique bien que le courant Gothic Lolita s'en inspire.
Les caractéristiques générales de la mode lolita sont les robes et jupes bouffantes, sous lesquelles on retrouve l'indispensable jupon leur donnant leur traditionnel forme de cloche ou en A, l'utilisation très courante de la dentelle de qualité, et la présence d'accessoires comme des « pièces de tête » (headdress), de serre-têtes, des mini-couronnes, des mini-chapeaux, des rubans ou des fleurs artificielles (les oreilles d'animaux sont controversées, mais généralement tolérées quand elles vont avec la robes et sont issues de marques lolita reconnues) ; mais également des bonnets ou des perruques. Les jupes sont généralement portées à la hauteur du genou mais peuvent arriver au niveau des chevilles pour les plus longues, le Erololita se porte bien plus court tandis que l'Aristocrat bien plus long. On porte soit des bottes élégantes, soit des plateformes au design féminin, ou des souliers à bride appelés mary janes dans les pays anglo-saxons ou babies en France, en référence aux anciennes chaussures de petites filles. Les rocking horse shoes (ou ballerines compensées à bascules) telles que les a créées Vivienne Westwood sont aussi un des piliers de la tenue lolita pour les punk lolita. Les lolitas ont aussi pour habitude de porter des bloomers (culottes longues bouffantes, qui ne dépassent généralement pas de leur tenue) afin de préserver leur pudeur à cause des jupons bouffants (la pudeur, dite modesty en anglais, est une composante essentielle des tenues lolita), des chaussettes ou collants (les guêtres, ou leg warmers, sont à proscrire car trop connotés « cosplay »), et jamais de décolletés ou d'épaules nues, toujours au nom de la pudeur (ces règles, très suivies par la communauté lolita, sont cependant parfois contournées, en cas de chaleur intense, par exemple). Ces règles (et plus encore) sont répertoriées dans le Lolita handbook.

### Catégories delolita
Comme dans le cas de la plupart des modes alternatives, le mouvement Lolita se divise souvent en plusieurs catégories, portant souvent au Japon des noms anglais. On retrouve 3 sous-styles principaux, eux-mêmes divisés en d'autres sous-styles :

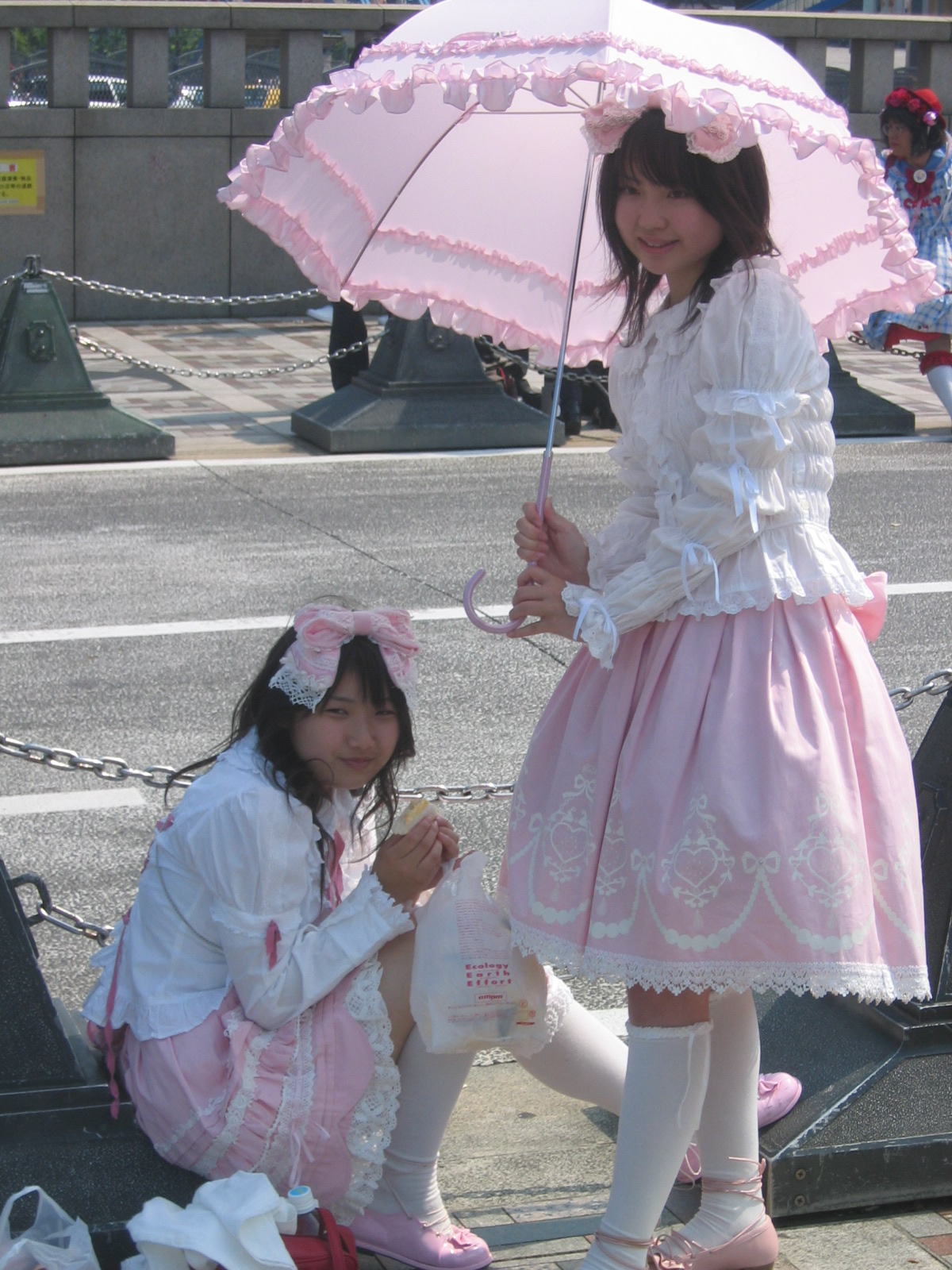
Deux Sweet Lolita ayant fait un twins (le fait de porter la même coordination que son amie ou ami).

- Sweet lolita : Majoritairement habillées de couleurs pastels[2], ou blanche, choisies pour leur connotation enfantine et leur douceur[7] . Les jupes sont généralement à la longueur du genou, de formes très bouffantes grâce aux jupons et à l'armature inspirée des crinolines[7]. La plupart des blouses utilisées ont un col peter pan[7]. Il y a omniprésence de détails (dentelles, rubans, etc.) et du monde de l'enfance (peluches, jouets et pâtisseries), par exemple dans les imprimés. Le sac à main, pastel et assorti à la tenue, est souvent décoré d'un nœud ou en forme de jouet, de cœur, d'étoile, de nuage, de nourriture[7].... Le maquillage est léger et doux. Lorsqu'elles sont utilisées, les perruques sont pastel ou très naturelles, parfois bouclées et à frange. Les chaussures principalement portées peuvent être des Mary janes ou encore des tea parties (modèle de chaussures crée par Angelic Pretty en 2006). Le roman Alice au pays des merveilles est souvent cité comme référence pour les accessoires[7]. Les marques emblématiques sont Baby, the Stars Shine Bright et Angelic Pretty.
- Gothic Lolita (ゴシック&ロリータ, goshikku & rorîta?) : s'inspire de la mode gothique en général, le plus souvent noir et blanc (sans que ce soit une règle), avec éventuellement du rouge, du bleu et du violet, il présente des motifs gothiques occidentaux comme des voiles, des cathédrales ou des croix. Il garde un esprit conserve son esprit lolita avec les jupes bouffantes, les volants et dentelles et reste séparé du gothic occidental, au moins dans l'esprit. Le maquillage est plus sombre, avec l'utilisation fréquente de rouge à lèvres noir. Les marques emblématiques sont Atelier Pierrot, Atelier Boz, Moi-Même-Moitié ou h.Naoto.

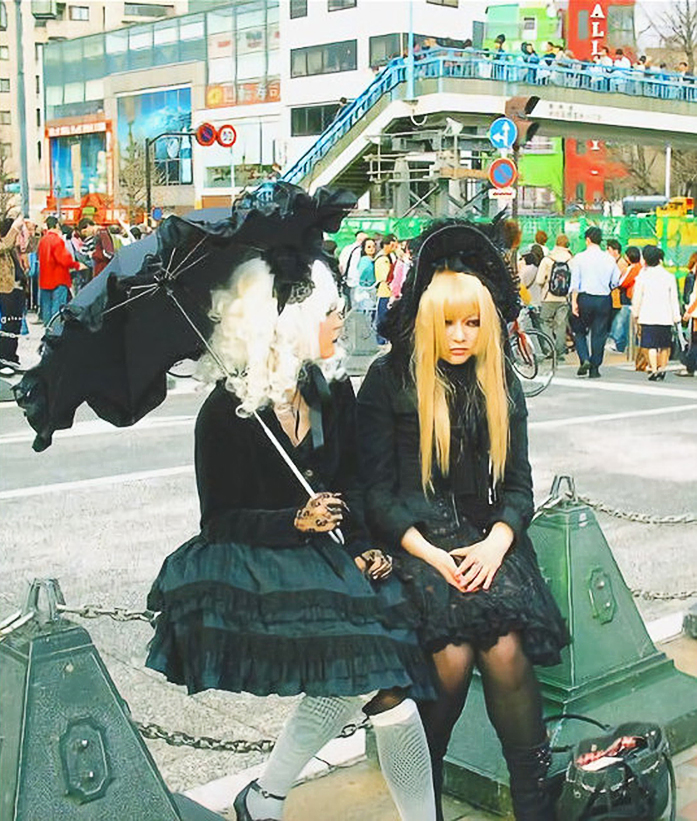
Une gothic lolita (à gauche) et une kuro lolita (à droite) dans les rues de Tokyo.

- Classic Lolita : Plus mûre que les autres Lolita, on trouve dans ce style une certaine simplicité. Moins de dentelles, de froufrous et de motifs enfantins, un éventail de couleurs plus naturelles et pastel (vert anis, chocolat, vieux rose, etc.) avec pour motif tout ce qui touche à la peinture, ou bien tout simplement, un manque de motif.

Les sous styles présentés ensuite sont souvent débattus. Certaines estiment qu'ils n'existent qu'en tant que sous catégories pour les styles principaux, d'autres pensent qu'ils sont des styles à part entières.
- OTT Lolita : inspiré des Decora, leur caractéristique est l'abus d'accessoires, tout comme les Decora. Ce style était très populaire au début des années 2010. Souvent rattaché au Sweet lolita.
- Casual Lolita : très discret, naturel, modeste et élégant, on pourrait croire que ce n'est pas du lolita mais toutes les règles sont respectées hormis le jupon qui peut être laissé de côté.
- Hime Lolita : robes s'inspirent des robes de princesse (hime (姫?) signifiant princesse en japonais) avec de longues manches de princesse, des motifs floraux et des couleurs soit vives soit très douces sont souvent utilisés, les coiffures sont plus travaillées et les couronnes et les sceptres accompagnent très souvent ce sous-style de lolita. Souvent rattaché au sweet lolita.
- Elegant Gothic Lolita/Aristocrat : inventé par Mana[réf. nécessaire], c'est un dérivé de Gothic Lolita en plus mûr, les robes ont moins de dentelle et sont généralement plus longues. L'utilisation de corsets, jabots et des matériaux plus brillants est fréquente. Le noir domine, mais est souvent accompagné de violet, rouge ou bleu. Les accessoires sont très raffinés et représentent parfois des croix. C'est une mode plus proche du gothique que du lolita . Les marques emblématiques sont Moi-Même-Moitié et Atelier Boz.
- Old School Lolita : Inspiré du lolita porté dans la fin des années 90 jusqu'au milieu des années 2000. Les jupons (quand portés) ont souvent moins de volume. Les vétements sont généralement en coton ou en velours, généralement unis ou avec des imprimés très simples. L'usage de tissus gobelin était aussi fréquent. Les couleurs les plus utilisées sont le blanc, noir, rose, sax et le rouge. Ce sous style peut regrouper les sous styles sweet, gothic et classic.
- Country Lolita : Présence de motifs champêtres, floraux ou fruités et des chapeaux de paille, paniers... Souvent rattaché au sweet et au classic lolita.

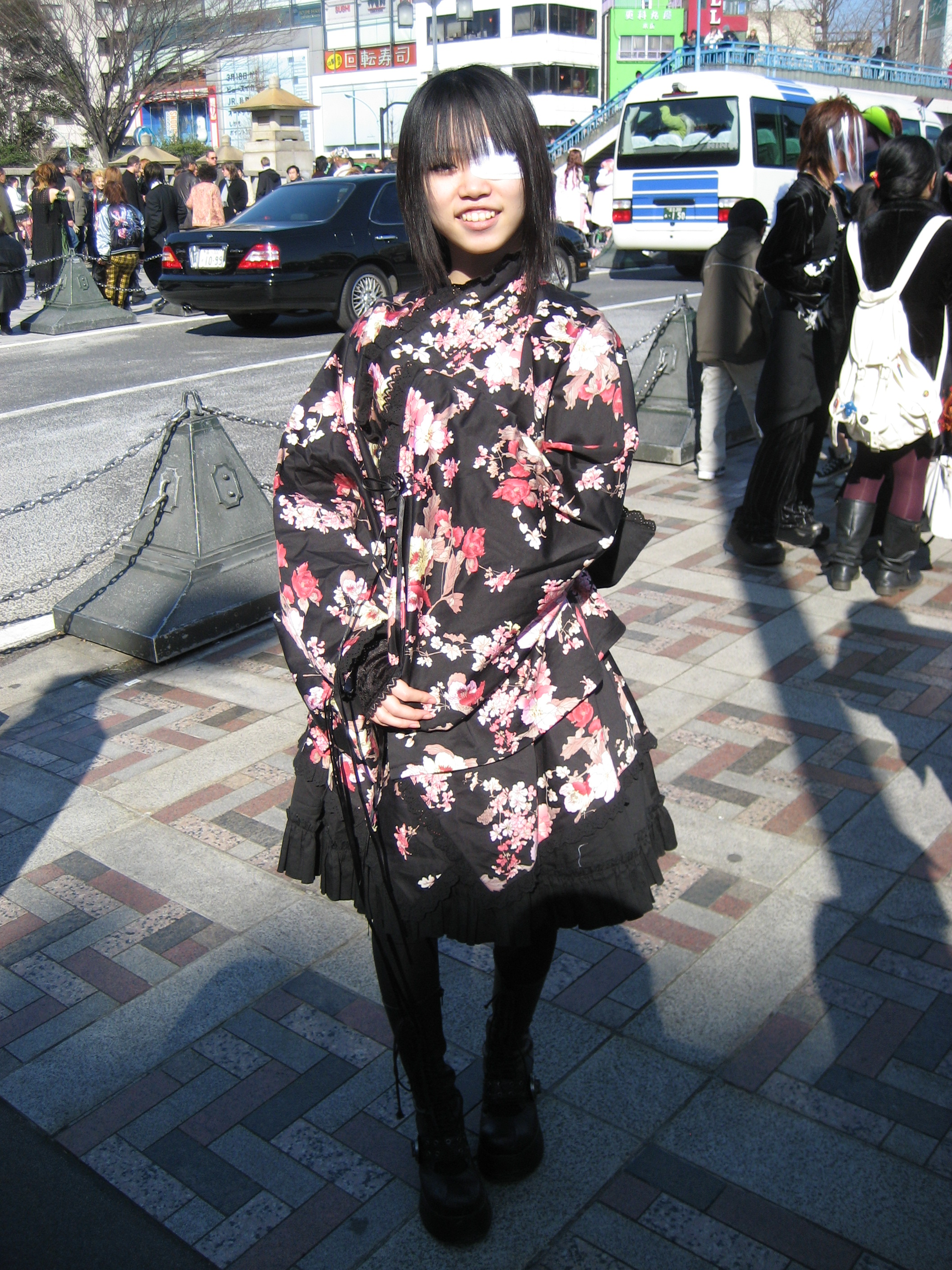
Wa Lolita avec des caractéristiques de Guro Lolita (cache-œil).

- Kuro Lolita : lolita entièrement habillée de noir (kuro signifie « noir » en japonais). Souvent rattaché au gothic et au Old school lolita.
- Shiro Lolita : le principe est le même que pour le Kuro Lolita mais en blanc (shiro signifie blanc en japonais). Souvent rattaché au gothic et au Old school lolita.
- Guro Lolita : ou gore lolita, inspire la poupée cassée qui chercherait vengeance (comme Chucky), les robes sont le plus souvent blanches avec des taches rouges imitant le sang. Les Guro Lolita portent aussi beaucoup de pansements. Souvent rattaché au gothic, shiro et old school lolita.
- Industrial ou Punk Lolita : motifs écossais, vêtements déchirés, studs et épingles, mêlés à l'innocence, l'élégance et les froufrous de Lolita. Dérivé du mouvement punk anglais. L'industrial lolita est plus mûre et trashy que sa cousine Punk. Les marques emblématiques sont Sex Pot Revenge et h.Naoto. Souvent rattaché au gothic lolita.
- Military Lolita : est inspiré des uniformes de soldats. Préférant le noir, bleu, vert ou le brun, les military lolita portent des médailles, des capes, des boutons de métal et des bérets. Souvent rattaché au gothic et au classic lolita.
- Pirate Lolita : s'inspire des pirates fortunés du XVIIIe siècle, elles portent des chapeaux à plumes souvent en forme de tricornes, des faux revolvers, des sabres, des bottes et des grosses ceintures. Le maquillage est plus sombre. Souvent rattaché au gothic lolita.
- Steampunk Lolita : est un mélange entre le steampunk et le lolita. Souvent rattaché au gothic et au classic lolita.
- Wa Lolita : Marginal mais présent, c'est un style qui est basé sur une version plus courte et bouffante du yukata. En japonais, Wa (和?) est un terme générique pour désigner ce qui est d'origine japonaise. Ce style utilise des kimonos traditionnels[2].
- Qi Lolita : ce style mélange le lolita et les robes traditionnelles chinoises comme le qipao.
- Sailor Lolita : inspiré des marins, présence de motifs et de symboles marins (ancres, roues et voiles de bateaux, bouées, etc.), beaucoup de rayures, les couleurs principales sont le blanc, le bleu marine et le rouge mais le rose et le bleu clair peuvent être utilisés. Souvent rattaché au classic lolita.
- Witch Lolita : parfois appelé Halloween lolita, ce style est inspiré des déguisements de sorcières. Ces lolitas portent des dentelles noires, des chapeaux pointus, des capes, des balais. Les robes sont plutôt « kuro », gothic, ou imprimées de motifs d'Halloween (chauves-souris, châteaux hantés, citrouilles, fantômes, etc.). L'élégance est bien sûr toujours très importante. Souvent rattaché au gothic lolita.
- Pinku Lolita : viens du mot anglais pink (rose), ce sont des lolita habillées entièrement de rose. Souvent rattaché au sweet lolita.
- Mizuiro Lolita : en japonais, mizu désigne l'eau. Mizuiro signifie donc « bleu clair ». Ces lolitas sont en bleu clair mais se permettent tout de même une petite touche de rose ou de blanc. Souvent rattaché au sweet lolita.
- Fruit Lolita : dans l'esprit des sweet lolita, les fruit lolita aiment les couleurs claires et le mignon, mais surtout, elles aiment les fruits. Fraises, cerises, oranges, pêches, bananes, pommes, poires, etc., ornent leurs tenues. Souvent rattaché au sweet lolita.
- Kodona : il s'agit du style masculin du lolita, il regroupe toutes les branches de lolita, seules les jupes bouffantes ont laissé place au short bouffants.
- Ouji : C'est le style masculin de l'Hime lolita. Il s'inspire des tenues princières et élégantes des mêmes époques.
- Ita : Souvent utilisé pour désigner le style des nouvelles lolita, ne connaissant pas encore les régles. Terme péjoratif.

## La culture
Il est souvent considéré que ce mouvement est né au Japon en réaction aux attentes de la société nippone à l'égard des femmes. En effet, celles-ci sont supposées se marier, avoir des enfants. Être une épouse et une mère pousse donc les jeunes japonaises à devenir des adultes, c'est ce qui est attendu d'elles. De plus, le Japon étant une société très conformiste, porter des tenues rappelant les poupées victoriennes ou rococo peut évidemment signifier à la fois le refus de passer à l'âge adulte, mais aussi de ressembler à tout le monde.
Si les lolitas (ainsi qu'elles se nomment) ont d'abord trouvé dans ce mouvement une simple façon de s'habiller, elles ont aussi rapidement développé une façon de penser et une culture autour de ce phénomène. Lorsqu'une lolita étend ses goûts vestimentaires à son art de vivre, elle est une lifestyle lolita. Il s'agit d'aspirer à un mode de vie raffiné, à un comportement à la fois élégant et modeste, généreux, doux et agréable. Les lifestyle lolitas s'investissent dans des activités culturelles, artistiques, et refusent la vulgarité, la violence et le laisser-aller. « Être une lolita, c'est d'abord faire plaisir à la princesse qui est en soi », précise François Amoretti, peintre et auteur iconique du milieu. Ainsi, les lolitas sont-elles très tournées vers les arts de la correspondance, la pâtisserie, la couture, la cérémonie du thé, la musique, l'illustration, etc.
Alice au pays des merveilles fait partie intégrante de leurs références et cet emprunt à la littérature anglaise coïncide parfaitement aux valeurs qui définissent ce mouvement : dignité, onirisme, élégance et romantisme[source insuffisante].
Le roman de F.H. Burnett A Little Princess (La Petite Princesse) est aussi une grande source d'inspiration pour les lolitas, et plus particulièrement, pour les lifestyle lolitas, qui puisent de nombreux adages dans les pensées de Sarah.
Bien que le mouvement lolita soit relativement égoïste dans son essence - puisqu'exigeant une grande indépendance d'esprit dans ses choix, et la capacité à s'acheter des vêtements coûteux - les représentantes du milieu sont très tournées vers la collaboration. Une des activités favorites du mouvement est de regrouper le plus d'artistes possible autour d'un événement dit : une exposition, la pochette d'un disque, un livre d'illustrations, etc. Ces artistes sont aujourd'hui principalement japonais, mais le mouvement se développe actuellement considérablement en France. Les lolitas organisent aussi de nombreux meetings et des rencontres entre elles[source insuffisante].
En Occident, le mouvement lolita est aussi considéré, dans une société plus violente et plus sexualisée qu'autrefois, comme une résistance « douce ».[source insuffisante]
Les Kokusyoku Sumire, qui donnent de plus en plus de concerts en métropole, font partie des égéries musicales du mouvement.

## Présent et avenir
Beaucoup de jeunes Japonais s'associent à une mode alternative pour critiquer la culture conservatrice et traditionnelle de leur famille ou de la société en général et l'uniformisation du mode de vie dans les grandes villes. Il est difficile d'en deviner l'évolution à long terme, mais on constate qu'elle est de plus en plus exportée en Occident.
Des associations lolitas se sont créées depuis quelques années en France. Les trois principales sont : Rouge Dentelle & Rose Ruban ainsi que Le Chemin de Briques Roses, deux associations à visée nationale ; la troisième se nomme Poupinell et Crêpes Dentelles et est basée en Bretagne.
Les deux premières associations ont créé main dans la main la première Convention Lolita en Europe, depuis 2010. Cette convention, ouverte à tous, permet aux lolitas de se retrouver et de découvrir dessinateurs, stylistes ou encore musiciens liés à leur mouvement culturel.

## Cinéma et théâtre
Sorti en  2004, Kamikaze Girls de Tetsuya Nakashima (titre original : Shimotsuma monogatari), tiré du roman du même nom écrit par Takemoto Novala, donne une idée très nette de l’esthétique Lolita à travers son héroïne, Momoko, passionnée par la France Rococo et les dentelles de chez Baby, the Stars Shine Bright.

## Galerie de photos

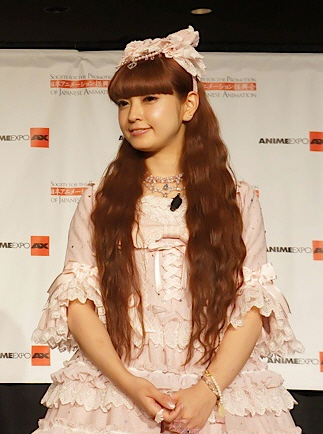
Hime Lolita (Misako Aoki)
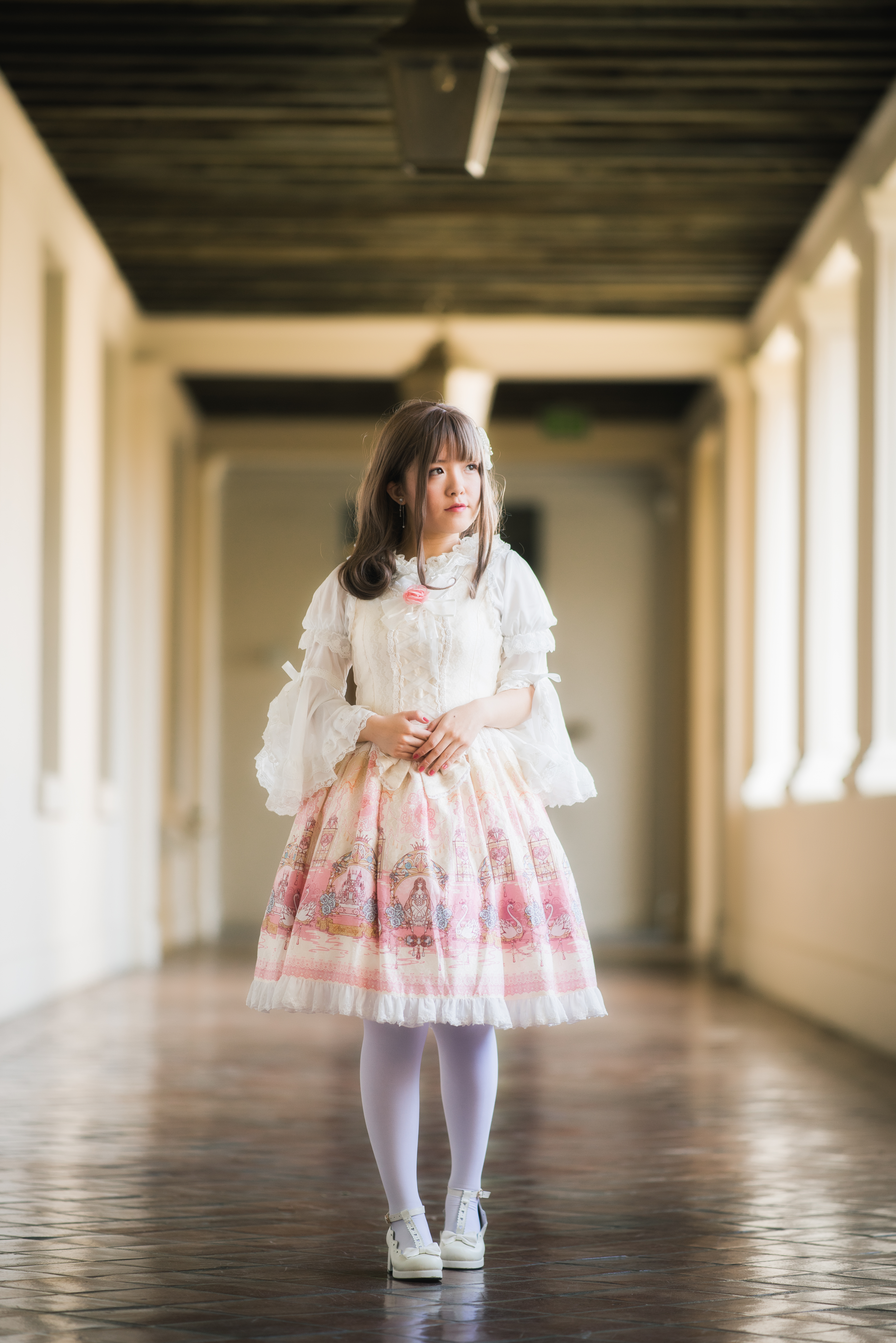
Classic Lolita
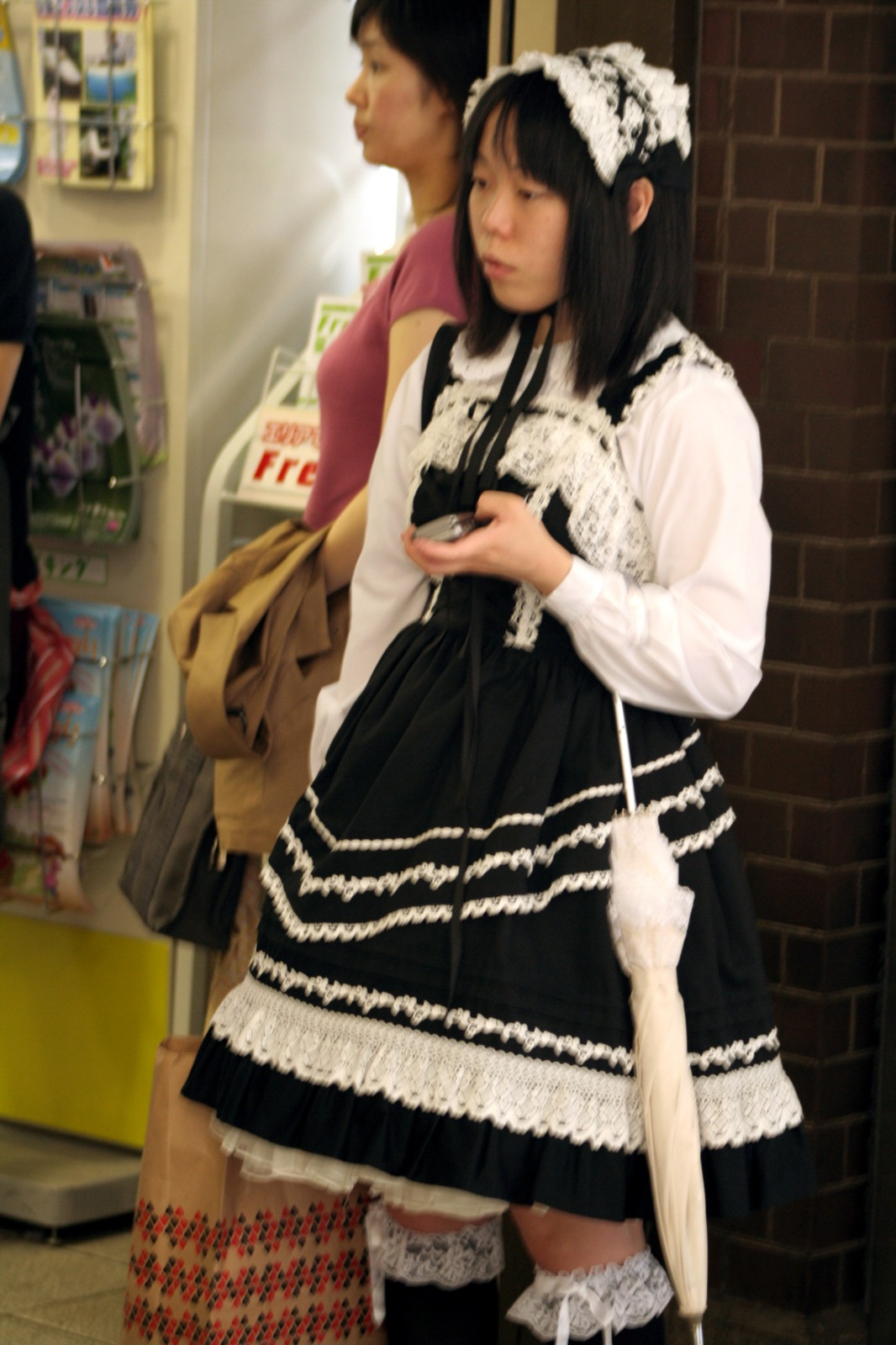
Old School Lolita
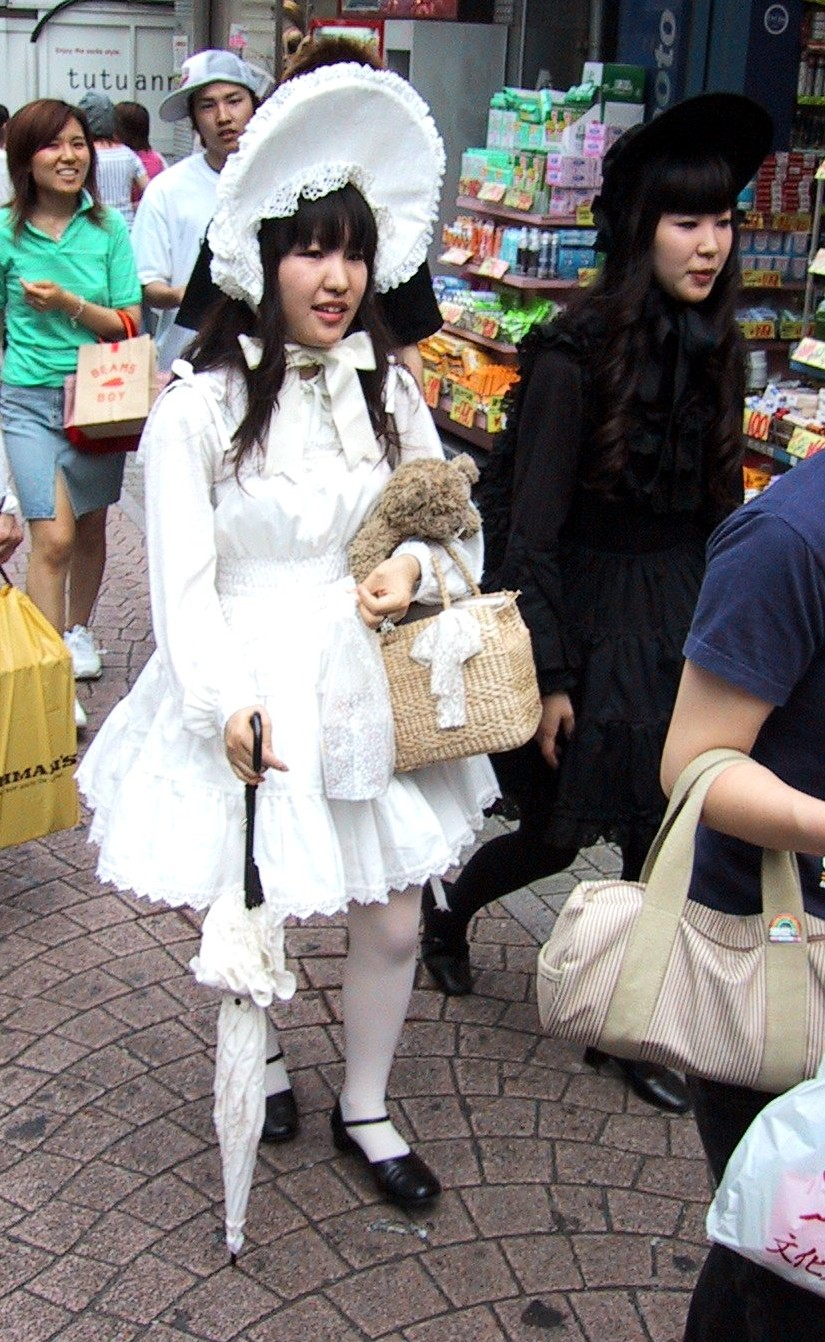
Shiro/White Lolita (gauche) et Kuro/Black Lolita (droit)
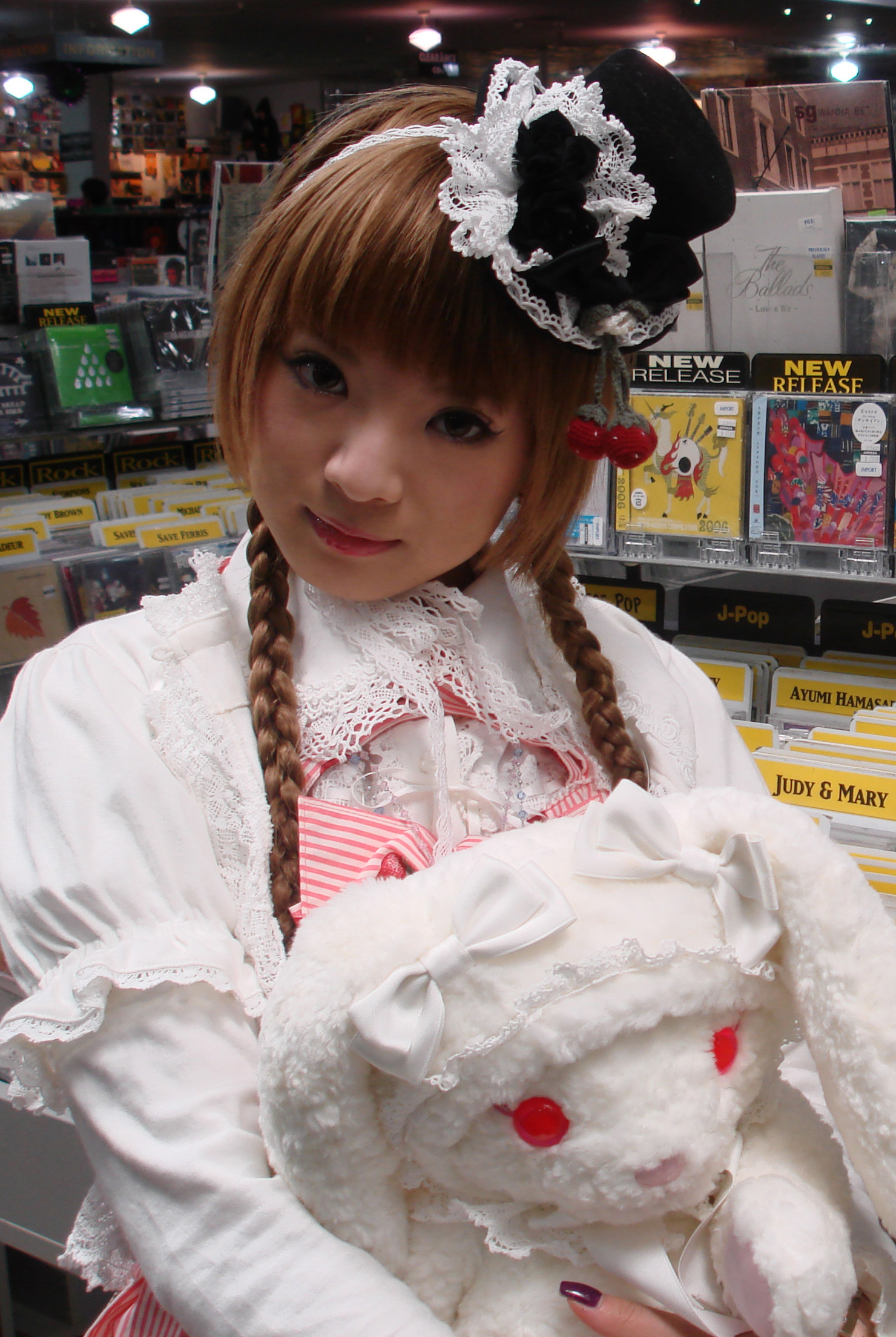
Sweet Lolita' (Nana Kitade)
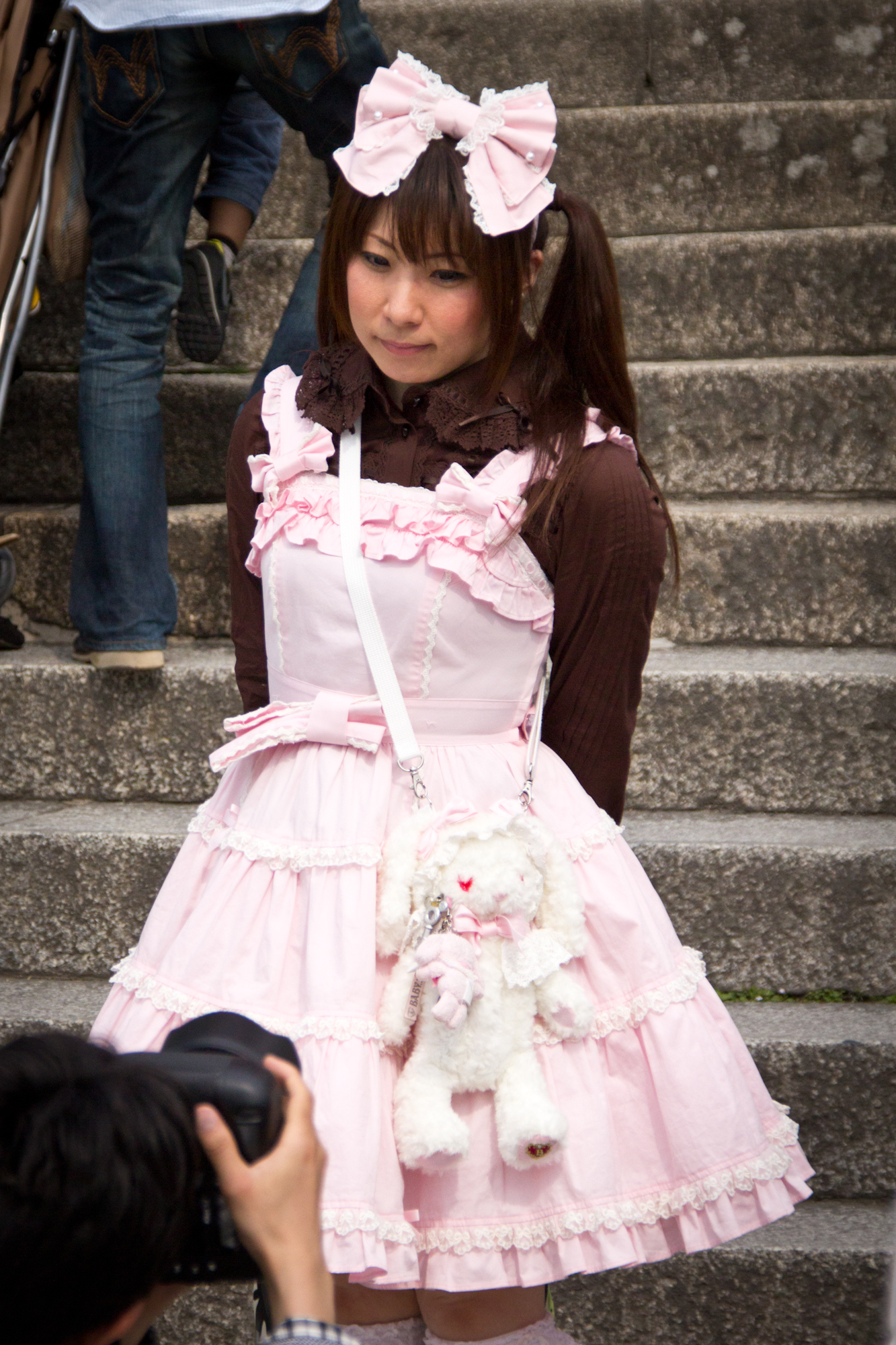
Sweet Lolita
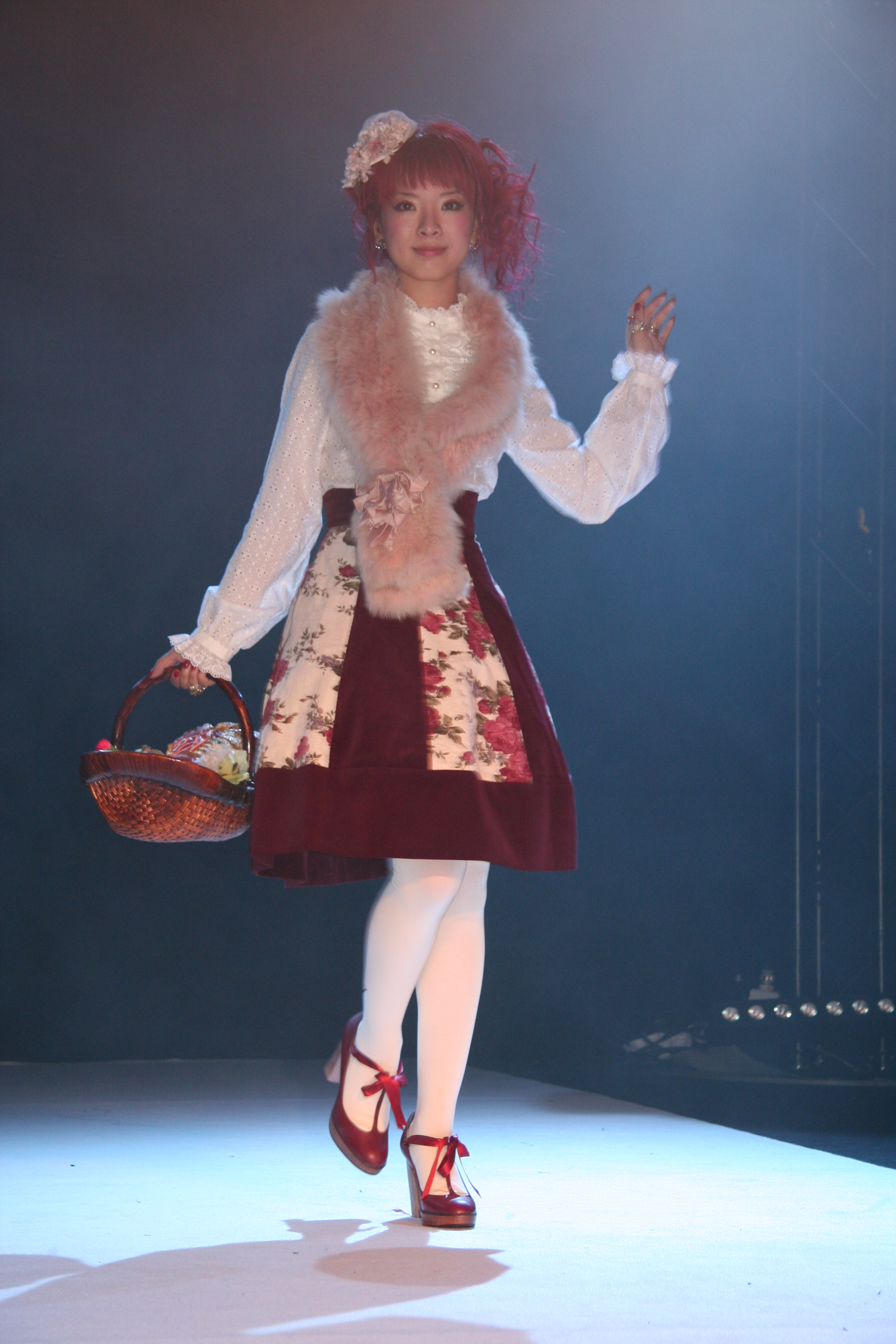
Country Lolita (Nana Kitade)
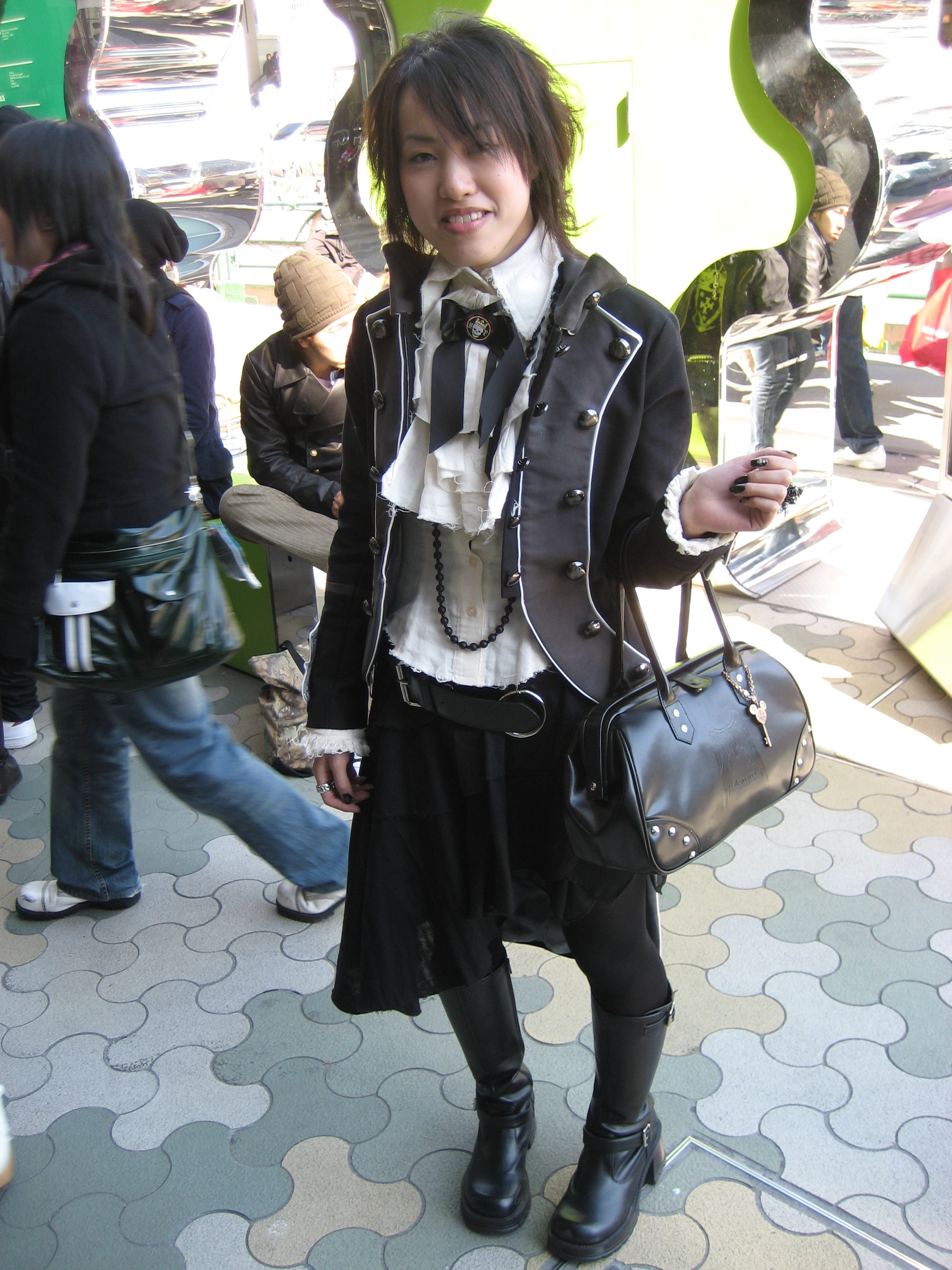
Pirate Lolita
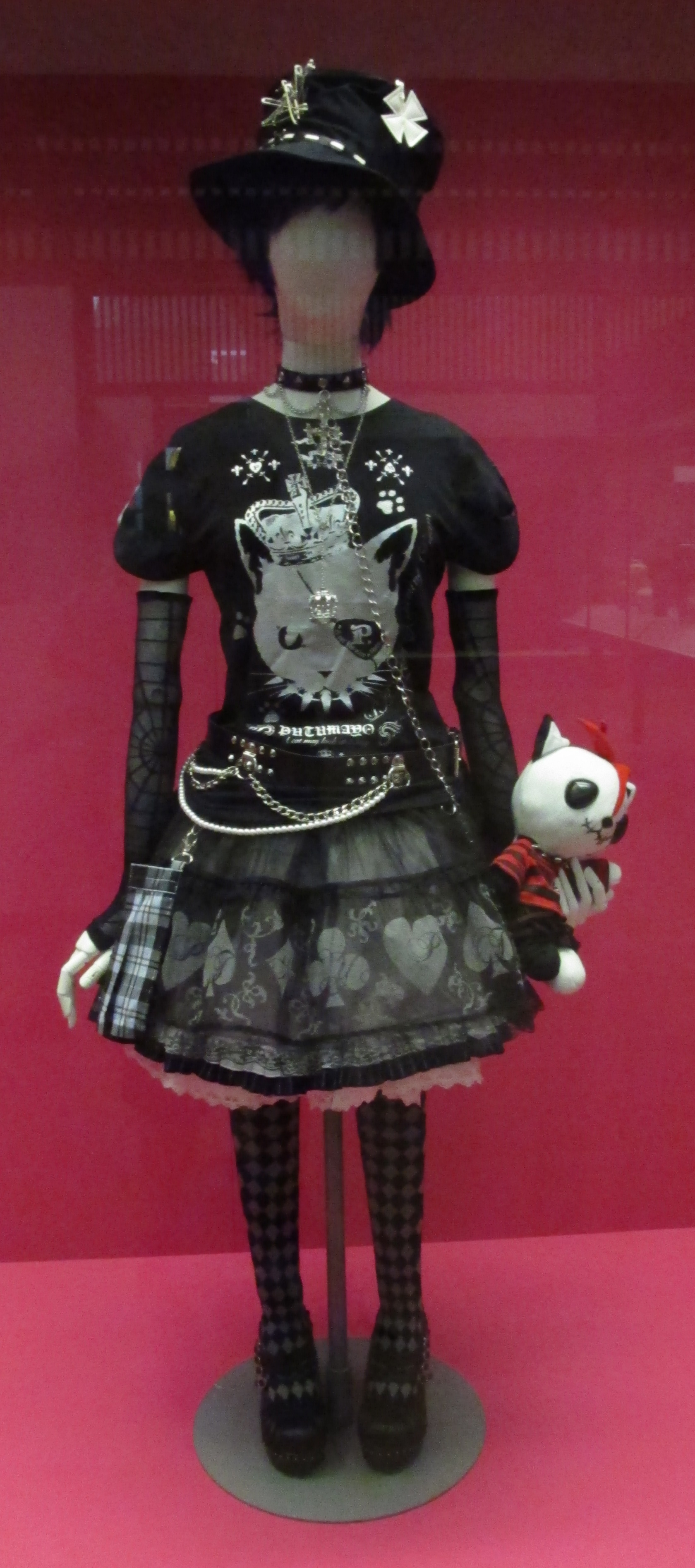
Punk Lolita
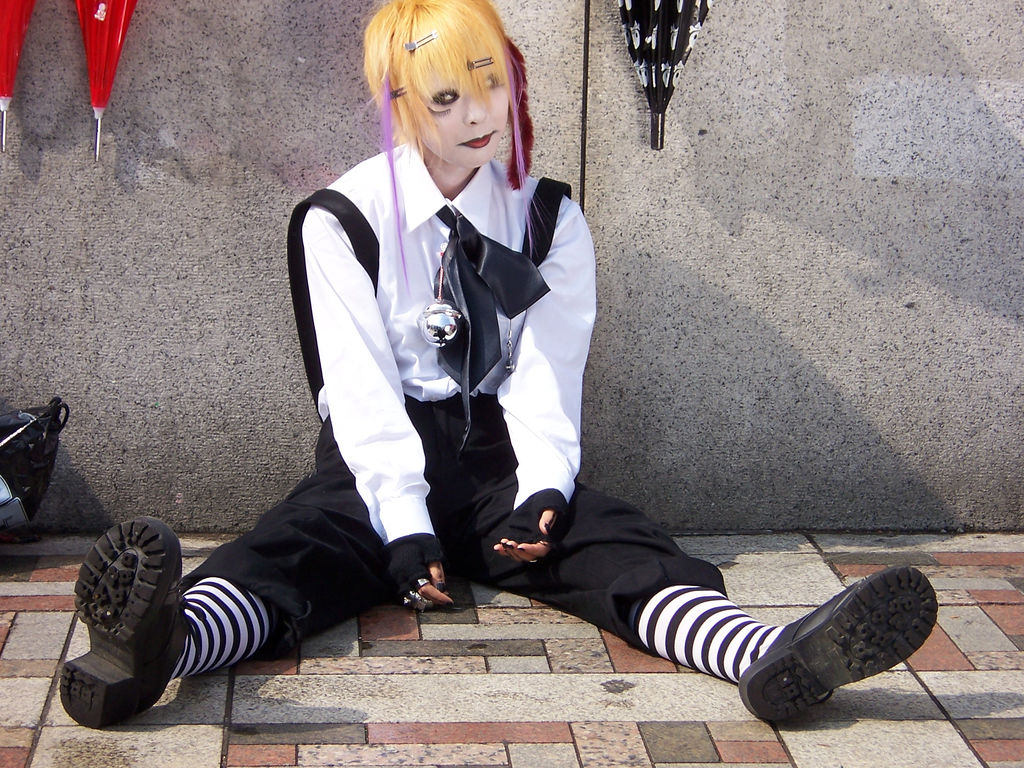
Dandy et Kodona